# Dubiaranea saucia
Dubiaranea saucia is een spinnensoort uit de familie hangmatspinnen (Linyphiidae). De soort komt voor in Brazilië.